# Nhân Nghĩa, Cẩm Mỹ
Nhân Nghĩa là một xã thuộc huyện Cẩm Mỹ, tỉnh Đồng Nai, Việt Nam.
Xã Nhân Nghĩa có diện tích 16,73 km², dân số năm 2014 là 6.995 người, mật độ dân số đạt 418 người/km².

## Hành chính
Xã Nhân Nghĩa được chia thành 4 ấp: Cam Tiên, Chính Nghĩa, Duyên Lãng, Tân Lập.

## Lịch sử
Trước đây, xã Nhân Nghĩa được chia thành 9 ấp: 1, 2, 3, 4, 5, 6, 7, 8, 9.
Ngày 29 tháng 12 năm 2016, Uỷ ban Nhân dân tỉnh Đồng Nai ban hành Quyết định 4545/QĐ-UBND, trong đó:
- Thành lập ấp Duyên Lãng trên cơ sở ấp 2, ấp 3, ấp 4 và một phần ấp 1.
- Thành lập ấp Tân Lập trên cơ sở ấp 5, ấp 6 và ấp 7.
- Thành lập ấp Chính Nghĩa trên cơ sở ấp 8.
- Thành lập ấp Cam Tiên trên cơ sở ấp 9 và phần còn lại của ấp 1.